# Kommunar
Kommunár (en ruso: Коммуна́р) es una ciudad del raión de Gatchina, óblast de Leningrado, en Rusia. Está situada 35 km al sur del San Petersburgo. Cuenta con una población de 17 895 habitantes (2010).

## Historia
Inicialmente, se fundó, en donde ahora es la ciudad, un asentamiento en la cuarta década de siglo XIX por órdenes de la condesa Yulia Samoilova, el nombre del lugar era Gráfskaya Slavíanka. En 1846 el territorio fue adquirido por el gobierno y renombrado como Zárkaya Slavíanka. Hasta 1918, fue también conocido como “El Asentamiento de la Fábrica Rogers y Peiffer” (посёлок при фабрике Роджерса и Пейффера). En 1953 le fue concedido el estatus de asentamiento tipo urbano, y en 1993 el estatus de ciudad. 

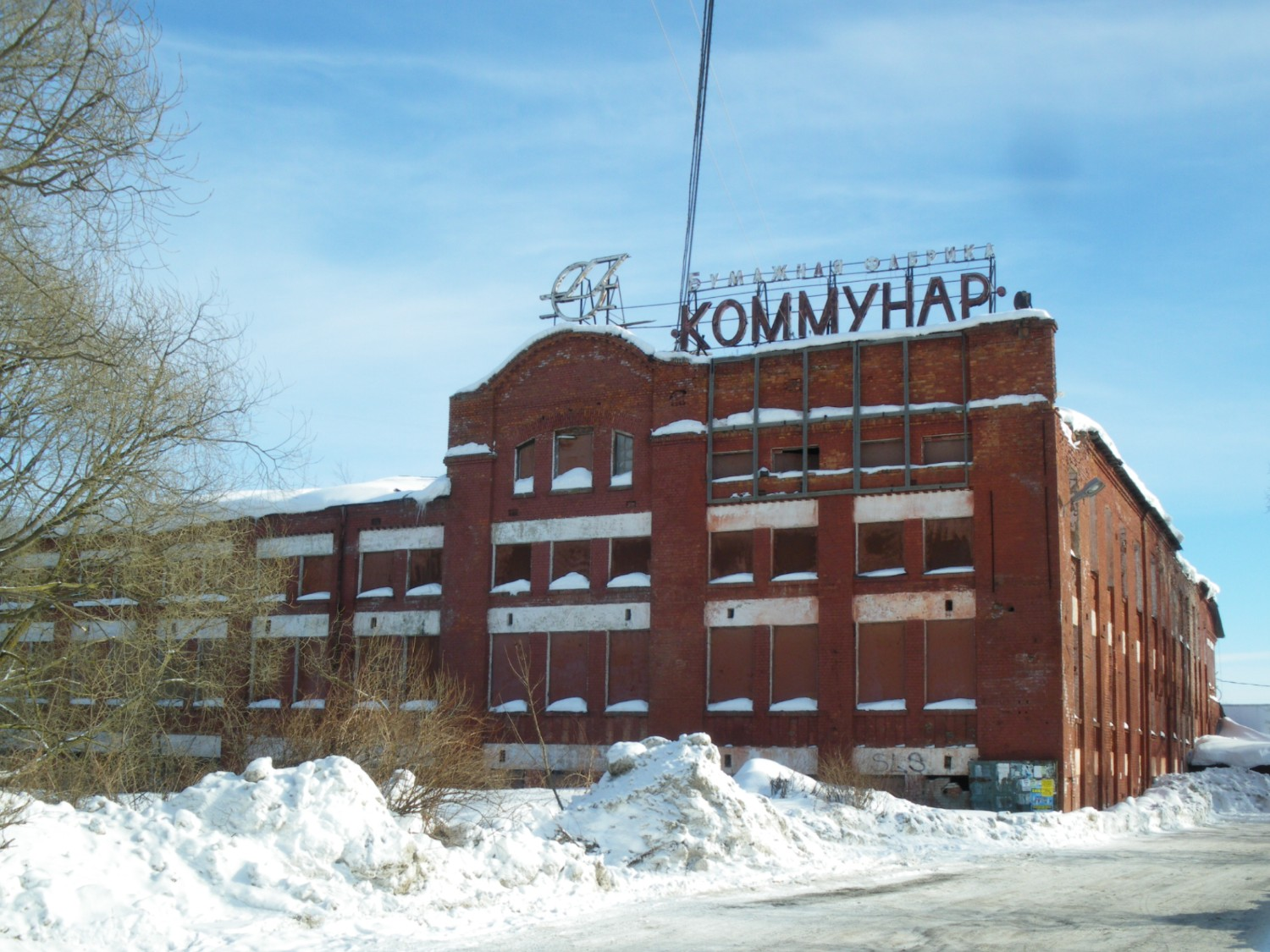
Fábrica Kommunár

Durante la II Guerra Mundial, esta localidad estuvo bajo ocupación española con la División Azul. Albergó un hospital de campaña español y un cementerio militar.

## Economía
La principal empresa de la zona es la fábrica de papel Kommunár.